# Quốc huy Sachsen
Quốc huy của bang tự do Sachsen thuộc Đức ngày nay cho thấy một phân vùng theo chiều ngang gấp mười lần (Barry mười) khung màu đen Sable (huy hiệu) và sọc vàng cục /vàng màu bao quanh với một băng vương miện màu xanh lá cây (vert) (một con đường chung cách điệu) chạy từ trên cùng bên trái xuống dưới cùng bên phải của người xem (ở khúc cua). Mặc dù crancelin đôi khi được uốn cong (được nhúng) giống như một chiếc vương miện, nhưng điều này là do giấy phép nghệ thuật. Quốc huy cũng được hiển thị trên quốc kỳ của Sachsen.